# Raúl Fernández (basketbalista)
Raúl Fernández Robert, známý pod přezdívkou El Foch, (17. září 1905 Ciudad de México, Mexiko – 4. září 1982, Ciudad de México, Mexiko) byl mexický basketbalista. Člen týmu, který v roce 1936 na olympijských hrách v Berlíně vybojoval bronzové medaile. V turnaji nastoupil v sedmi zápasech.